# Jacques Morel (homme politique)
Pour les articles homonymes, voir Morel et Jacques Morel.
Jacques Morel, né le 9 juin 1948 à Bruxelles est un homme politique belge bruxellois, membre de Ecolo.
Il est docteur en médecine.
Médecin généraliste , cofondateur de la première maison médicale à Bruxelles ( Norman Béthune à Molenbeek) 
Secrétaire général de la fédération des maisons médicales
Maitre de conférence invité à l’École de santé publique UCL₄ : master santé communautaire
Administrateur asbl Santé , communauté ,participation       

## Carrière politique
- 1999-2004 : conseiller santé de la ministre de la santé Nicole Maréchal au gouvernement de la communauté francaise
- 2009-2014 : député au parlement bruxellois
  - député de la Communauté française.